# Akishino-dera

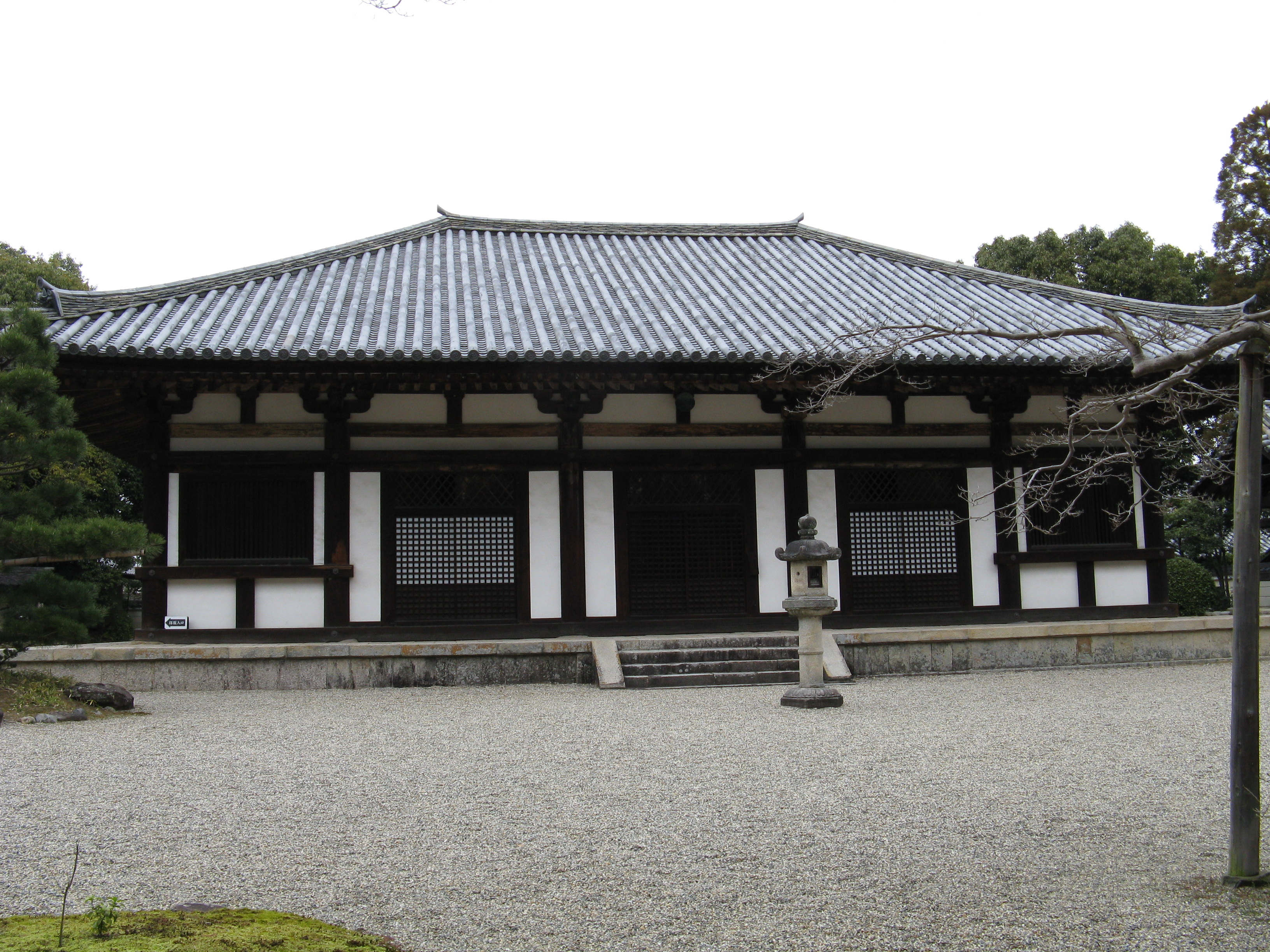
Akishino-dera, Haupthalle

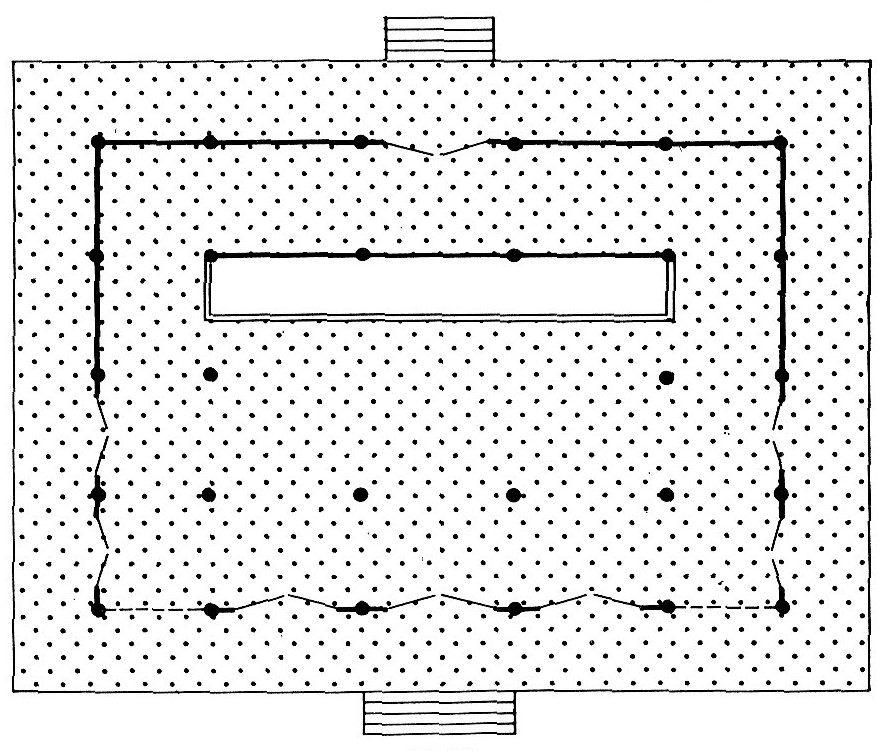
Akishino-dera, Plan

Der Akishino-dera (japanisch 秋篠寺) ist ein Tempel, der keiner etablierten Richtung des Buddhismus angehört. Er befindet sich am Westrand der Stadt Nara im Stadtteil Akishino.

## Geschichte
Der Bau des Akishini-dera wurde auf Wunsch des Kaisers Kōnin am Ende der Nara-Zeit im Jahr 776 begonnen und soll um 794, als die Hauptstadt unter Kaiser Kammu nach Kyōto verlegt wurde, fertig gestellt worden sein. Es gibt aber auch Hinweise darauf, dass der Tempel als Gebetstempel des wohlhabenden Klans der Akishino errichtet worden ist. Mit den vorhandenen Unterlagen lässt sich jedoch die Entstehungsgeschichte nicht genau klären.
Ursprünglich gehörte der Tempel zur Hossō-Richtung des Buddhismus, in der Heian-Zeit wechselte er zum Shingon, und blühte als Tempel dieser Richtung. In der Meiji-Zeit schloss der Tempel sich der Jōdo-Richtung an, gegenwärtig gehört er keine retablierten Richtung an.

## Die Anlage
Die ursprüngliche Tempelanlage ging gegen Ende der Heian-Zeit bei kriegerischen Auseinandersetzungen durch einen Brand, bis auf die Lehrhalle (講堂, Kōdō) und ein paar weiteren Gebäude, verloren.
In der Kamakura-Zeit erholte sich der Tempel wieder, aber mit der gewaltsamen Trennung von Buddhismus und Shintoismus, dem „Haibutsu Kishaku“ (廃仏毀釈) zu Beginn der Meiji-Zeit, gingen wieder die meisten Gebäude verloren. Immerhin sieht man, wenn man durchs Südtor den ausgedehnten Tempelbereich betritt, die Fundamente der Ostpagode. Und die Ausbreitung zerbrochener Dachziegel lässt die Größe des ehemaligen Tempels erahnen.
Die einstöckige Haupthalle (Hondō) hat eine Grundfläche von 5 × 4 Ken, hier 17,18 × 11,85 m (Breite × Tiefe). Sie ist mit einem Walmdach gedeckt und hat einen gestampften Erdboden. Ursprünglich stand an dieser Stelle die Nara-zeitliche Lehrhalle, dann wurde in der Kamakura-Zeit beim Wiederaufbau des Tempels hier die Haupthalle erbaut. Sie ist das einzige erhaltene Bauwerk aus der frühen Kamakura-Zeit und ein Nationalschatz. Die architektonischen Merkmale entsprechen dem Wayo-Stil, und für diesen Stil ist die Halle ein Meisterwerk. Die erhöhte Plattform für die Kultbilder entlang der inneren Wand reicht über die inneren drei Pfostenabstände. Das Gebäude besitzt innen einen Stampflehmboden. Der Stil ist etwas altertümlich und restaurativ für die Zeit der Errichtung. Im Jahre 1899 wurde diese Halle zur Restaurierung komplett auseinander- und nach Reparatur der Einzelteile wieder zusammengebaut.

## Schätze des Tempels
Die Hauptkultfigur des Tempels ist ein sitzender Yakushi-nyorai aus der Muromachi-Zeit. Er wird flankiert von den Bodhisattva des Sonnenlichts (日光菩薩, Nikkō-bosatsu) und des Mondlichts (月光菩薩, Gekkō-bosatsu). Alle drei Figuren sind als Wichtiges Kulturgut registriert.
Eine bedeutende Figur ist auch der heilige Gigei-ten (伎芸天). Der Kopf mit Lack stammt aus der mittleren Nara-Zeit, die Figur selbst aus der Kamakura-Zeit. Ähnlich verhält es sich mit einer weiteren Figur, dem Taishaku-ten (帝釈峡). Auch diese beiden Figuren gehören zu den Wichtigen Kulturgütern.
In der Haupthalle befindet sich noch eine ganze Reihe weiterer Figuren, darunter auch die Zwölf himmlischen Generäle. Eine Reihe Wichtiger Kulturgüter des Tempels werden im Nationalmuseum Kyōto aufbewahrt.